# Carlos Gajardo
Carlos Alberto Gajardo Zúñiga (* 20. Mai 1976 in Tocopilla) ist ein ehemaliger chilenischer Fußballspieler auf der Position des Mittelfeldspielers.

## Karriere
Carlos Gajardo begann seine Karriere in der Schulmannschaft der Escuela Codelco und war in der Auswahl von Tocopilla. 1994 kam der Mittelfeldspieler in die Jugend des CD Cobreloa. Dort schaffte er zwar den Sprung in den Profikader, wurde jedoch erst an Deportes Antofagasta, bei dem er als Rechtsverteidiger agierte, dann an Deportes Ovalle ausgeliehen. Eine Knieverletzung zwang den Mittelfeldspieler zu einer Pause von zwei Jahren. Er begann beim Arauco Tocopilla und wechselte 2001 in die Primera División zu Coquimbo Unido. Dort absolvierte Gajardo 48 Ligaspiele und erzielte ein Tor. Seine letzte Karrierestation war der CS Alagoano in Brasilien, zu dem er gemeinsam mit seinem Mannschaftskollegen Axel Ahumada ging.